# Kaarle Krohn
Pour les articles homonymes, voir Krohn.
Kaarle Krohn, né le 10 mai 1863 à Helsinki (Finlande) et mort le 19 juillet 1933 à Sammatti (Finlande), est un folkloriste et professeur finlandais connu pour avoir développé la méthode géographico-historique de recherche folklorique.